# Pina Calì

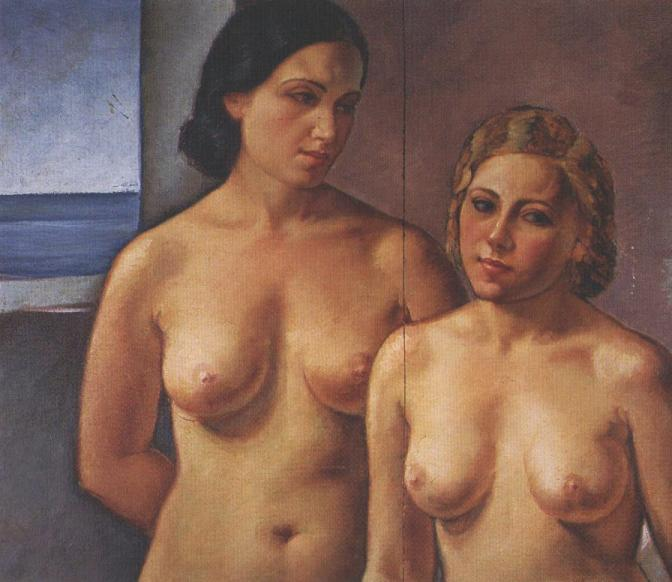
Donne

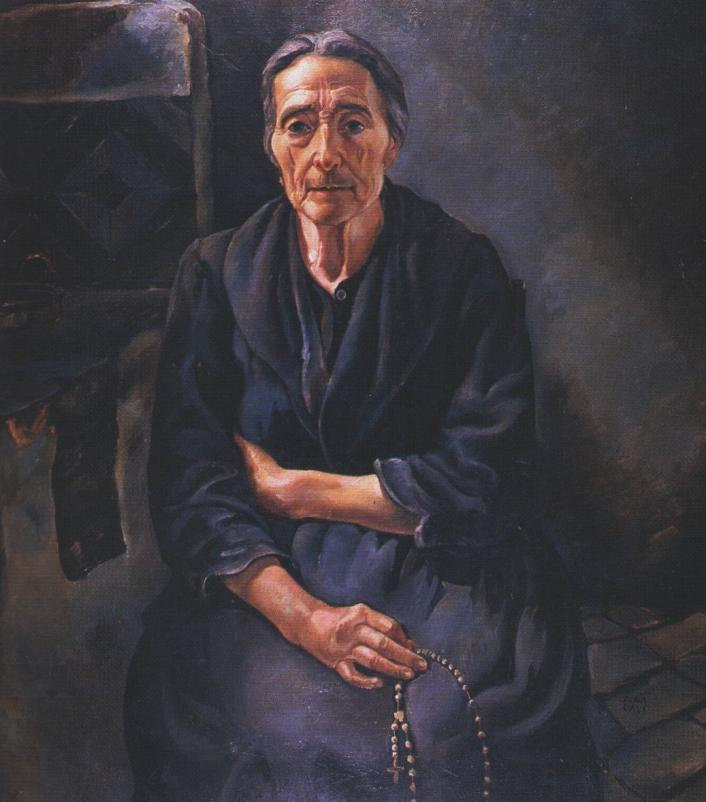
Una vita

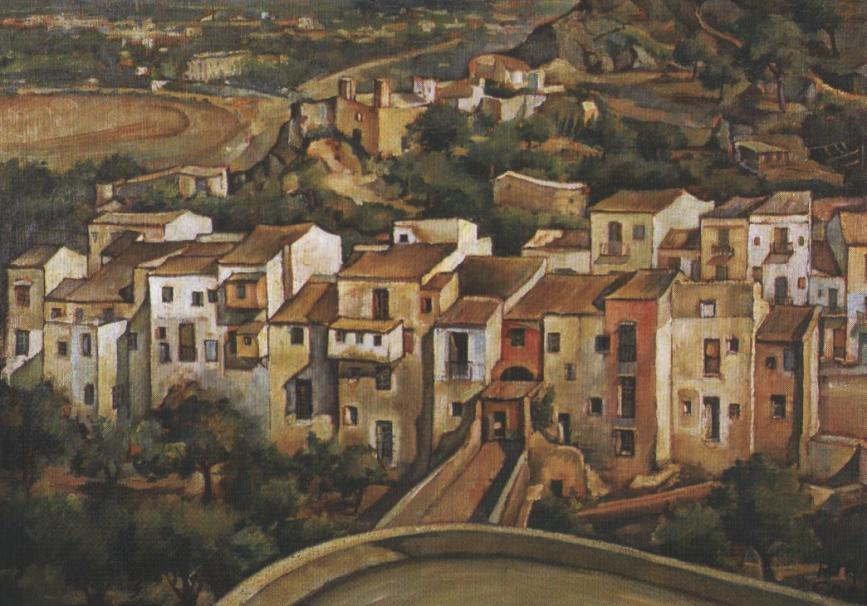
Boccadifalco

Pina Calì (Casteldaccia, 2 dicembre 1905 – Palermo, 3 giugno 1949) è stata una pittrice italiana.

## Biografia
Nata il 2 dicembre 1905 da Antonino Calì (direttore didattico a Palmi) e da Santa Piraino, fu allieva del pittore Onofrio Tomaselli; il 28 luglio 1937 a Palermo sposò lo scultore Silvestre Cuffaro da cui ebbe due figli, Pasquale (1939) e Girolama (1944). Nipote di Pina Calì è la costumista teatrale Santuzza Calì.

## Esposizioni
Partecipò nel 1929 alla mostra Giovani pittori e scultori siciliani, tenuta a Roma presso la Camerata degli artisti e organizzata da Pippo Rizzo, all'epoca segretario del Sindacato regionale fascista di belle arti di Sicilia. Nel 1932 fu presente alla III Mostra del sindacato fascista siciliano con l'opera Il macchinista, di sapore novecentista.
Nel 2006 a Bagheria fu dedicata alla Calì e al marito Cuffaro la retrospettiva Vigorose impronte, curata da Vittorio Sgarbi.

## Critica
Nel 1934 Pippo Rizzo scrisse: «C'è nella sua opera una nota melanconica tipicamente siciliana e un fuoco nascosto pronto a divampare alla prima scintilla. Ecco perché Pina Calì è una pittrice sincera e sa raccontare con spontaneità senza mai perdere il controllo della sua origine. Le sue impressioni di mare, di campagna, espresse con selvaggia colorazione, fanno pensare ad artisti orientali, tale è la vigoria cromatica che dà alle sue visioni. La natura è per lei uno spunto assai fiacco per le sue visioni che realizza con materia assai aspra. Dovunque ella trova ombre, ombre intense anche quando il soggetto si presenta assai dolce. È, forse, questo il suo sentimento particolare, la sua tendenza, il suo stato d'animo che noi dobbiamo rispettare ed ammirare perché dettato dalla sincerità».
Nel 1996 Sergio Troisi notò i legami con il paesaggismo tardo-ottocentesco e il vigore dell'impianto novecentista e da Neue Sachlichkeit dei suoi dipinti, mentre nel 2006 Vittorio Sgarbi scrisse di lei: «Pina Calì non pratica quasi il disegno, perché la pittura per sua natura è un'emozione del colore che vive senza la necessità della gabbia da disegno [...] nell'esperienza pittorica della Calì si sente [...] l'aria di quegli anni, degli anni Trenta: e questo è dovuto anche ad una osmosi con il mondo della fotografia e della moda».